# Velika vas, Moravče
Velika vas este o localitate din comuna Moravče, Slovenia, cu o populație de 53 de locuitori.